# Yves Dutertre
Pour les articles homonymes, voir Dutertre.
Yves Dutertre est un homme politique français né le 11 juillet 1780 à Dinan (Côtes-d'Armor) et décédé le 4 septembre 1860 à Dinan.
Négociant, il est député des Côtes-du-Nord de 1839 à 1846, siégeant dans l'opposition à la Monarchie de Juillet.

## Sources
- « Dictionnaire des parlementaires français de 1789 à 1889 (Adolphe Robert, Edgar Bourloton et Gaston Cougny) », sur gallica BNF (consulté le 4 janvier 2014)